# Götaplatsen

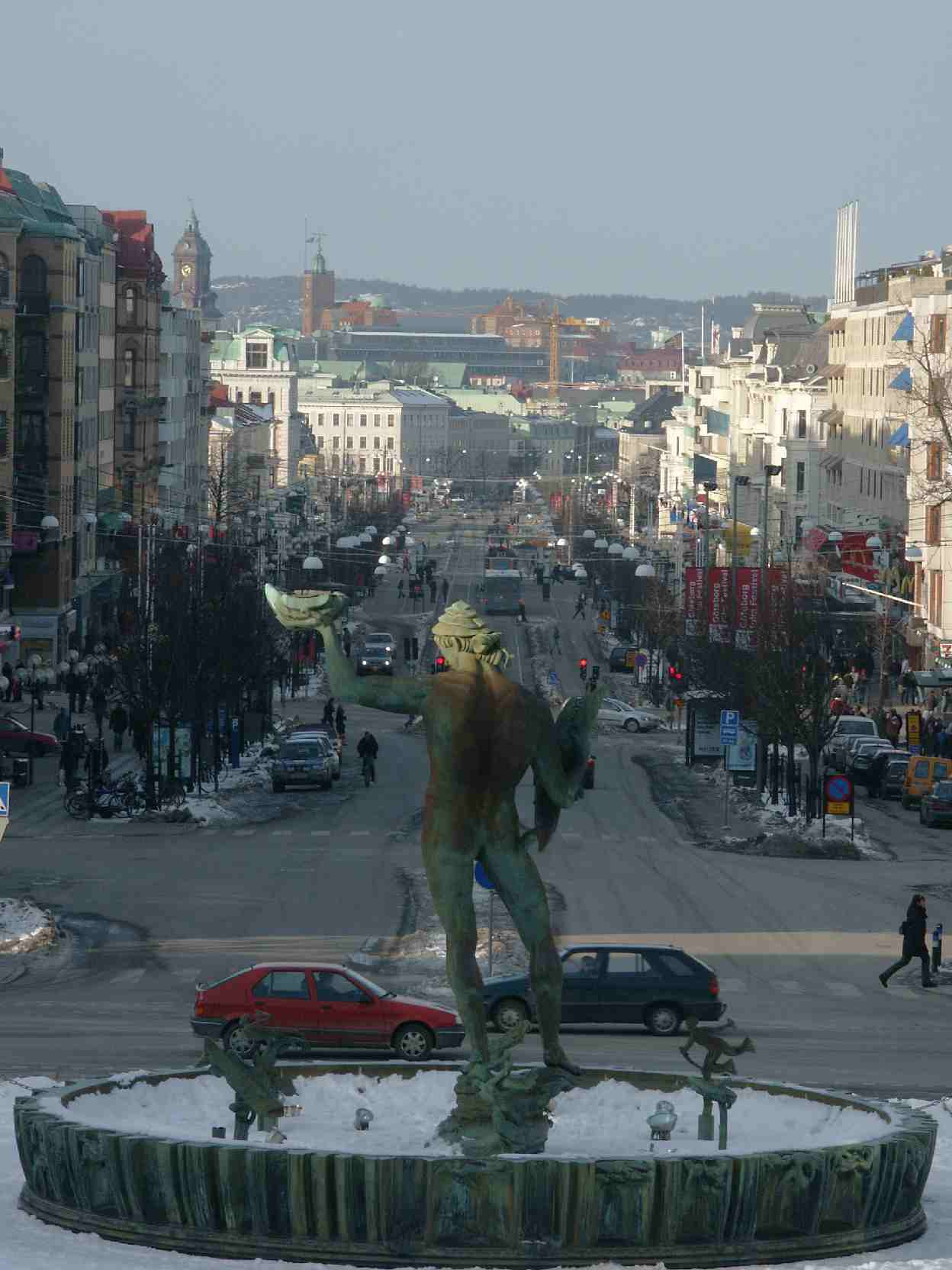
Widok na Kungsportsavenyn z Götaplatsen. Na pierwszym planie fontanna ze Statuą Posejdona

Götaplatsen to reprezentacyjny plac miejski Göteborga, znajdujący się przy Kungsportsavenyn (Aleja Bramy Królewskiej) - głównej alei miejskiej.
Plac w obecnej formie został otwarty w 1923, kiedy to w Göteborgu odbywała się międzynarodowa wystawa przemysłowa, co było też związane z 300. rocznicą założonego w 1621 roku miasta i wielkim jubileuszem.
Centralnym punktem miasta jest fontanna z Posejdonem Carla Millesa - jednym z głównych z symboli miasta. Götaplatsen jest swoistym centrum kulturalnym miasta i to właśnie na placu znajdują się główne instytucje miejskie: Göteborgs Konserthus (sala koncertowa, w której występuje Göteborska Orkiestra Symfoniczna), Muzeum Sztuki, Stadsteatern (Teatr Miejski) czy  Göteborgs stadsbibliotek (Biblioteka Miejska).